# Alphonse Munchen
Pour les articles homonymes, voir Munchen.
Alphonse Munchen, né le 3 septembre 1850 à Diekirch (Luxembourg) et mort le 25 janvier 1917 à Luxembourg (Luxembourg), est un ingénieur et homme politique luxembourgeois, président de la Ligue libérale (LL).

## Biographie
Alphonse Munchen est né à Diekirch le 3 septembre 1850 au sein d'une des familles les mieux établies du Luxembourg. Après des études à l'université de Liège, il devient ingénieur industriel et travaille en Belgique et au Luxembourg dans l'industrie sidérurgique locale en plein essor. Alphonse Munchen participe à la fondation de l'aciérie de Rodange et au développement du chemin de fer du Prince Henri. Il travaille ensuite de nombreuses années dans l'Empire russe, notamment dans l'Oural et en Sibérie, où il contribue à la mise en place des premières infrastructures sidérurgiques.
En 1892, il fait son entrée au conseil communal de la ville de Luxembourg, où il siège jusqu'en 1904, date à laquelle il devient bourgmestre de la capitale. Il représente également la ville au sein de la législature nationale, la Chambre des députés,.
En son hommage, il existe une rue dans le quartier de Merl, à Luxembourg, qui porte le nom de Munchen (rue Alphonse Munchen).

## Décorations
- Commandeur de l'ordre d'Adolphe de Nassau[c] (Luxembourg)
- Commandeur de l'ordre de Léopold[c] (Belgique)
- Chevalier de la Légion d'honneur[c] (France)
- Officier de l'ordre de la Couronne de chêne[c],[3] (promotion 1909, Luxembourg)
- Chevalier 3e classe de l'ordre de la Couronne[c] (Prusse)